# Antti Niemi (professeur)
Pour les articles homonymes, voir Antti Niemi et Niemi.
Antti Johannes Niemi (né le 15 septembre 1928 à Tampere et mort le 7 avril 2009 à Helsinki) est un professeur d'université finlandais,.

## Biographie
Antti Niemi est le fils de Kalle Niemi et de Elsa Evastiina Kukkola. Il épouse la dermatologue Kirsti Maria Hietala. Le couple a trois enfants Johanna (1957), Esko (1959) et Ulla (1964).
Antti Niemi commence ses études universitaires en 1947. En 1954, il obtient son diplôme d'ingénieur de l'Université technologique d'Helsinki. En 1966, il soutient sa thèse de doctorat en technologie à l'Université d'Oulu.
De 1955 à 1960, il dirige le service de maintenance d'Instrumentarium oy. De 1960 à 1962, il est ingénieur à Outokumpu oy. De 1962 à 1965, il est enseignant chercheur à l'université d'Oulu. De 1969 à 1994, il est professeur de théorie du contrôle à l'Université technologique d'Helsinki. De 1974 à 1977, il est professeur à l'Académie de Finlande. De 1979 à 1983, il est professeur au laboratoire de théorie du contrôle du Centre de recherche technique de Finlande.
Ses domaines de recherche principaux ont été la dynamique et le contrôle des processus industriels, la conception assistée par ordinateur (CAO) et les systèmes industriels robotisés. Antti Niemi a publié un total d'environ 300 articles scientifiques et a déposé plusieurs brevets dans le domaine de la vision industrielle. 
Après sa retraite prise en 1994, il continuera a étudier les langues classiques et la recherche historique.

## Publications choisies
- (en) « Introduction to the systems approach at University », Eur. J. of Engineering Education 13,‎ 1988, p. 263–269
- (en) « Variable parameter model of the continuous flow vessel », Mathl. Comput. Modelling 11,‎ 1988, p. 32–37
- (en) Niemi, A. J. – Zuniga, R. – Heresi, N., « Tracer-based modelling of grinding systems », Transactions of Amer. Nuclear Soc. 56, suppl. No 3,‎ 1988, p. 51
- (en) Niemi, A. J. – Ylinen, R. – Heikkilä, A., Proc. 18th Symposium on Industrial Robots, IFS Publications & Springer, 1988, « Automatic prototype FMC with vision », p. 379–386
- (en) Niemi, A. J. – Räsänen, V. – Ylinen, R., Proc. Int. Conf. on Measurement and Control of Granular Materials, Chine, Shenyang Int. Conf. Center for Sc. & Tech., 1988, « Development of models and control of mineral grinding systems », p. 260–264
- (en) Ylinen, R. – Niemi, A. – Räsänen, V., Proc. XVI International Mineral Processing Congress, Elsevier Science Publishers, 1988, « Phenomenological models of grinding for parameter estimation and control », p. 1883–1893
- (en) « Optimal Control of Evaporator and Washer Plants », Isotopenpraxis, 25,‎ 1989, p. 171–176
- (en) « Steady-State Optimization of Ore-Dressing Plants », Isotopenpraxis, 25,‎ 1989, p. 176–180
- (ru) Niemi, A.– Bäckström, C. – Koistinen, R., « Environmental Analysis for Monitoring Hazardous Situations », Problemi Masinostroenija i Automaticazii, 26,‎ 1989, p. 14–18
- (ru) Niemi, A. – Ylinen R. – Heikkilä, A., « A Study of Industrial Systems on the Basis of the Pilot Automatic Versatile Manufacturing Module », Problemi Masinostroenija i Automaticazii, 28,‎ 1989, p. 12–17
- (en) Niemi, A. – Zuniga, R. – Heresi, N., « Tracer-Based Modelling of Grinding Systems », Nuclear Geophysics (IJARI/E), 3,‎ 1989, p. 419–423

## Responsabilités internationales
Parmi ses responsabilités internationales, citons:
- International Federation of Automatic Control (IFAC)[1]
  - Secrétaire du comité des applications 1966-1969,
  - Vice-président du Comité des politiques 1972-1975, 
    - Président du Comité des politiques 1975-

  - Président du Comité de programme du congrès international de 1978
  - vice président du conseil du centre de formation des organisations d'ingénieurs 1969-1971,

- Président de l'association des directeurs des laboratoires de contrôle du Nord Ouest de l'Europe 1972-1973,
- Président de l'association technique finlandaise des bio-médicaments 1973-1974,
- Président du comité de l'environnement de la Fédération européenne d'associations nationales d'ingénieurs (FEANI) 1977-